# ジョーン・コールフィールド
ジョーン・コールフィールド（Joan Caulfield、1922年6月1日 - 1991年6月18日）は、アメリカ合衆国の女優。元ファッションモデル。ブロードウェイのプロデューサーに見出された後、1943年から舞台に立つようになった。結果として、パラマウント映画に女優として出演するようになった。

## 経歴
ニュージャージー州イースト・オレンジに生まれる。子供時代にウェスト・オレンジに引っ越すが、オレンジ・シティにあるモリスタウン・ビアーズ・スクールにそのまま通学する。10代の時に家族でニューヨークに転居する。その後、コロンビア大学に入学する。
コールフィールドは、面倒を起こす10代の女の子コーリス・アーチャーの役を1943年の演劇『暴露』で演じ、大成功を収める。1年間この役を演じた後、ハリウッドからの申し出を受けて所属プロダクションを辞任、妹のベティ・コールフィールドがその後釜に座る。
コールフィールドの一番記憶に残る役の一つといえば、ワーナー・ブラザースに貸し出されていた1947年に映画『アンサスペクティド』（The Unsuspected）でクロード・レインズ、オードリー・トッターらと共演した際のマチルダ・フレイザー役が挙げられるだろう。後半生ではそのほとんどがテレビ出演となり、『シェイエンヌ』、『バレッタ』、そしてアンジェラ・ランズベリー主演の『ジェシカおばさんの事件簿』などに出演している。1957年から翌58年にかけて、自分が主役のシチュエーション・コメディに出演した。マリオン・ローン演じる年上の未亡人とともに旅をする女性、サリーの役だったが、番組は長くは続かなかった。途中、ゲイル・ゴードンとアート・ジョンソンが出演者として追加されている。
都市伝説では、コールフィールドが出演した映画『ディア・ルース』（1947年）がヒントとなって、サリンジャーの『ライ麦畑でつかまえて』（1951年）の主人公が「ホールデン・コールフィールド」になったとされている。というのも、映画館の看板に出演者の名前が出ていたのだが、そこにコールフィールドとウィリアム・ホールデンの名前が並んで記されていたから、というのである。しかし実際のところは、ホールデン・コールフィールドという人物は、『ディア・ルース』が公開される3年前、1944年7月15日の『サタデー・イヴニング・ポスト』に掲載されたサリンジャーの短編小説「最後の休暇の最後の日」の中にすでに登場している。コールフィールドの名前が使用された事例として最も古いものは（ホールデンの名前も一緒に出てくるのだが）、出版が見送られた1942年の小説「The Last and Best of the Peter Pans」の中に出てくる。より広く知られた都市伝説は、サリンジャーがコールフィールドのことを、彼女がモデルをしていた時の写真、あるいは広告写真、あるいは舞台上で初めて見て、彼女の虜となった、というものである。その理由は、ジョーンは1941年まではモデルをしており、女優としての経歴は、1942年にごく短期間上演された「ビート・ザ・バンド」への出演から始まったからである。この筋書きならば、サリンジャーが「コールフィールド」の名を自分の小説の登場人物の名前として使用することも確かに理にかなうことになる。
1967年、コールフィールドは、西部劇のテレビドラマ「The High Chaparral」のパイロット版にアナリー・キャノン役で出演している。アナリー・キャノンは物語の中で殺されるのだが、この人物の死が物語全体の前提となって筋書きが展開された。
1950年には映画プロデューサーのフランク・ロスと結婚している。2人の間には息子コールフィールド・ケヴィン・ロスが生まれている。1960年にはロスとは離婚している。その後、歯科医であるロバート・ピーターソンと再婚、2人目の息子ジョン・コールフィールド・ピーターソンが生まれている。しかしこの2度目の結婚も離婚に終わっている。
その後カリフォルニア州ビヴァリーヒルズで暮らすが、69歳の時、ロサンゼルス、シーダーズ・サイナイ・メディカル・センターで亡くなった。死因はガンだった。
コールフィールドが亡くなった時には孫が1人いた。コールフィールドの最初の夫フランク・ロスは、コールフィールドとの結婚は再婚だったが、そのロスの最初の妻であったジーン・アーサーが亡くなった後丸一日も経たないうちに、コールフィールドも息を引き取ったのだった（ちなみにジーン・アーサーはロスと1932年に結婚し、1949年に離婚している）。